# Аль-Хаттаб ибн Нуфайл
 Аль-Хаттаб ибн Нуфайль  (араб. الخطاباناقيل‎) — арабский вождь из племени курайшитов. Отец второго Праведного халифа Умара ибн Аль Хаттаба.

## Биография
Родился в 560 году в Мекке. У него был сын Умар. Среди других его детей были дочь Фатима и сын Зайд. Дочь вышла замуж за ханифа Саида ибн Зайда, и позже оба стали мусульманами. Однако они скрыли свою новую веру от аль-Хаттаба и Умара. Аль-Хаттаб умер между 614 и 617 годами..